# Gary Fanelli
Gary Fanelli, född 24 oktober 1950, är en amerikansk samoansk friidrottare. Han deltog vid olympiska sommarspelen 1988.